# Hontianske Nemce
Hontianske Nemce este o comună slovacă, aflată în districtul Krupina din regiunea Banská Bystrica. Localitatea se află la altitudinea de 214 m deasupra n.m., se întinde pe o suprafață de 30,85 km2 și în 2017 număra 1.471 de locuitori.

## Istoric
Localitatea Hontianske Nemce este atestată documentar din 1246.

## Demografie
| An:                | 1994 | 2004   | 2014   | 2024   |
| ------------------ | ---- | ------ | ------ | ------ |
| Număr de persoane: | 1536 | 1498   | 1514   | 1374   |
| Diferență:         |      | −2,47% | +1,06% | −9,24% |

| An:                | 2023 | 2024   |
| ------------------ | ---- | ------ |
| Număr de persoane: | 1378 | 1374   |
| Diferență:         |      | −0,29% |